# IEEE 802
IEEE 802 là họ các chuẩn IEEE dành cho các mạng LAN và mạng MAN (metropolitan area network). Cụ thể hơn, các chuẩn IEEE 802 được giới hạn cho các mạng mang các gói tin có kích thước đa dạng. Khác với các mạng này, dữ liệu trong các mạng cell-based được truyền theo các đơn vị nhỏ có cùng kích thước được gọi là cell. Các mạng Isochronous, nơi dữ liệu được truyền theo một dòng liên tục các octet, hoặc nhóm các octet, tại các khoảng thời gian đều đặn, cũng nằm ngoài phạm vi của chuẩn này. Con số 802 chỉ đơn giản là con số còn trống tiếp theo mà IEEE có thể dùng, đôi khi "802" còn được liên hệ với ngày mà cuộc họp đầu tiên được tổ chức - tháng 2 năm 1980.
Các dịch vụ và giao thức được đặc tả trong IEEE 802 ánh xạ tới hai tầng thấp là tầng liên kết dữ liệu (data layer) và tầng vật lý (physical layer) của mô hình 7 tầng OSI. Thực tế, IEEE 802 chia tầng liên kết dữ liệu OSI thành hai tầng con LLC (điều khiển liên kết logic) và MAC (điều khiển truy nhập môi trường truyền), do đó các tầng này có thể được liệt kê như sau: 
- Tầng liên kết dữ liệu
  - Tầng con LLC
  - Tầng con MAC
- Tầng vật lý

Họ chuẩn IEEE 802 được bảo trì bởi Ban Tiêu chuẩn LAN/MAN IEEE 802 (IEEE 802 LAN/MAN Standards Committee (LMSC)). Các chuẩn được dùng rộng rãi nhất là dành cho họ Ethernet, Token Ring, mạng LAN không dây, các mạng LAN dùng bridge và bridge ảo (Bridging and Virtual Bridged LANs). Mỗi lĩnh vực có một Working Group tập trung nghiên cứu.
Các Working Group:
- IEEE 802.1 Các giao thức LAN tầng cao
  - 802.1D – Spanning Tree Protocol
  - 802.1Q – Virtual Local Area Networks (Virtual LAN)
  - 802.1aq - Shortest Path Bridging (SPB)
- IEEE 802.2 điều khiển liên kết lôgic
- IEEE 802.3 Ethernet
- IEEE 802.4 Token bus (đã giải tán)
- IEEE 802.5 Token Ring
- IEEE 802.6 Metropolitan Area Network (đã giải tán)
- IEEE 802.7 Broadband LAN using Coaxial Cable (đã giải tán)
- IEEE 802.8 Fiber Optic TAG (đã giải tán)
- IEEE 802.9 Integrated Services LAN (đã giải tán)
- IEEE 802.10 Interoperable LAN Security (đã giải tán)
- IEEE 802.11 Wireless LAN (Wi-Fi certification)
- IEEE 802.12 công nghệ 100 Mbit/s plus
- IEEE 802.13 (không sử dụng)
- IEEE 802.14 modem cáp (đã giải tán)
- IEEE 802.15 Wireless PAN
  - IEEE 802.15.1 (Bluetooth certification)
  - IEEE 802.15.4 (ZigBee certification)
- IEEE 802.16 Broadband Wireless Access (WiMAX certification)
  - IEEE 802.16e (Mobile) Broadband Wireless Access
- IEEE 802.17 Resilient packet ring
- IEEE 802.18 Radio Regulatory TAG
- IEEE 802.19 Coexistence TAG
- IEEE 802.20 Mobile Broadband Wireless Access
- IEEE 802.21 Media Independent Handoff
- IEEE 802.22 Wireless Regional Area Network